# World Rabbit Science
World Rabbit Science is een internationaal, aan collegiale toetsing onderworpen wetenschappelijk tijdschrift op het gebied van de veeteelt.
De naam wordt in literatuurverwijzingen meestal afgekort tot World Rabbit Sci.
Het wordt uitgegeven door het Valencia Instituto de Ciencia y Tecnología Animal namens de World Rabbit Science Association.